# Danh sách báo chí Lào
Danh sách các báo viết ở Lào.
- Pasaxon - Pa-xa-xôn (tiếng Lào)
- Viengchanmay (tiếng Lào)
- Pathet Lao (báo) - Pha-thét Lào (tiếng Lào)
- Le Rénovateur (tiếng Pháp)
- Vientiane Times (tiếng Anh)